# American City Business Journals
American City Business Journals est une chaîne de journaux américains basée à Charlotte en Caroline du Nord et appartenant à Advance Publications. 

## Historique

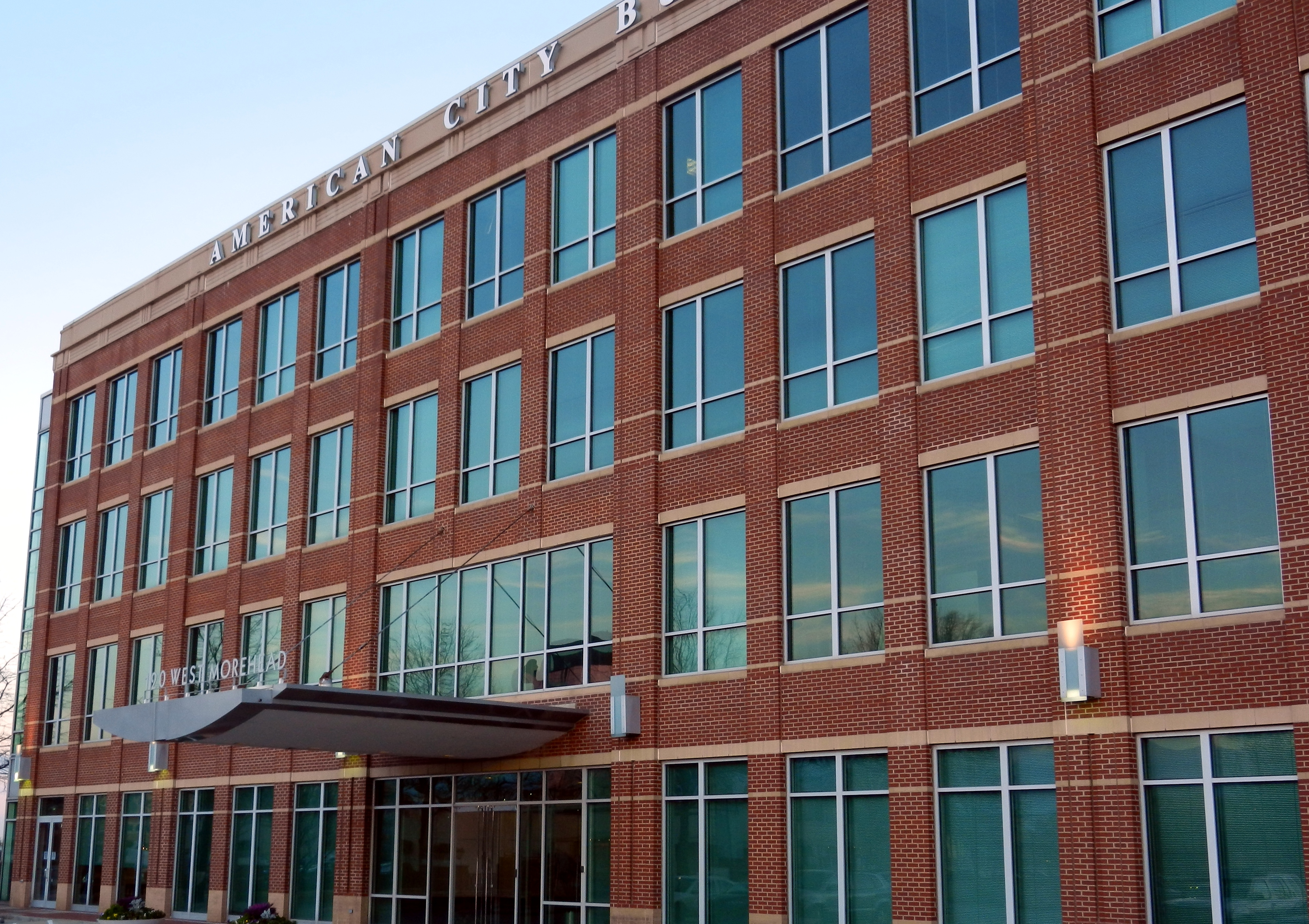
Siège de American City Business Journals à Charlotte

En 1982, Mike Russell et William Worley lancent leur premier journal Kansas City Business Journal avec un nouveau concept. Russell et Worley lancent d'autres titres et achètent d'autres journaux.
En 1985, la société American City Business Journals est cotée en bourse.
En 1989, Ray Shaw quitte son poste de président du groupe Dow Jones and Company et achète le groupe ACBJ,. L'un des premiers faits de Shaw est de déménager le siège de la société de Kansas City à Charlotte, en Caroline du Nord.
En 1995, Advance Publications achète American City Business Journals,.
En 2009, ACBJ reprend le site internet Portfolio.com, auparavant associé à la société Condé Nast Publications.

## Journaux
| Titre                                   | Localité                          | Année de fondation | Site internet | Notes |
| --------------------------------------- | --------------------------------- | ------------------ | ------------- | --- |
| Albany Business Review                  | Albany, New York                  |                    | albany        | |
| Albuquerque Business First              | Albuquerque , Nouveau-Mexique     |                    | albuquerque   | |
| Atlanta Business Chronicle              | Atlanta (Géorgie)                 |                    | atlanta       | |
| Austin Business Journal                 | Austin, Texas                     |                    | austin        | |
| Baltimore Business Journal              | Baltimore (Maryland)              |                    | baltimore     | |
| Birmingham Business Journal             | Birmingham, Alabama               |                    | birmingham    | |
| Boston Business Journal                 | Boston (Massachusetts)            |                    | boston        | |
| Buffalo Business First                  | Buffalo, New York                 |                    | buffalo       | |
| Charlotte Business Journal              | Charlotte (Caroline du Nord)      |                    | charlotte     | |
| Cincinnati Business Courier             | Cincinnati, Ohio                  | 1984               | cincinnati    | |
| Columbus Business First                 | Columbus, Ohio                    |                    | columbus      | |
| Dallas Business Journal                 | Dallas, Texas                     | 1977               | dallas        | |
| Dayton Business Journal                 | Dayton, Ohio                      |                    | dayton        | |
| Denver Business Journal                 | Denver, Colorado                  |                    | denver        | |
| EastBay Business Journal                | Oakland (Californie)              |                    | eastbay       | |
| Triad Business Journal                  | Greensboro (Caroline du Nord)     |                    | triad         | |
| Pacific Business News                   | Honolulu (Hawaï)                  |                    | pacific       | started by entrepreneur George Mason and former Honolulu Star-Bulletin editor John Ramsey. In 1983 Mason sold the newspaper to ACBJ, though he continued to write a regular column for more than a decade after that. |
| Houston Business Journal                | Houston, Texas                    |                    | houston       | Along with several other corporate sponsors, it coordinates the FastTech 50 Competition each year. |
| Jacksonville Business Journal           | Jacksonville, Florida             |                    | jacksonville  | |
| Kansas City Business Journal            | Kansas City, Missouri             | 1982               | kansascity    | Co-founded by Michael K. Russell and William Worley in August 1982. |
| Business First of Louisville            | Louisville, Kentucky              | 1984               | louisville    | |
| Memphis Business Journal                | Memphis (Tennessee)               | 1979-05-04         | memphis       | founded by Ward Archer as Mid-South Business, one of the first local business papers published in the United States.[réf. nécessaire]                                                                                 |
| Milwaukee Business Journal              | Milwaukee (Wisconsin)             |                    | milwaukee     | |
| Minneapolis / St. Paul Business Journal | Twin Cities                       |                    | twincities    | |
| Nashville Business Journal              | Nashville, Tennessee              |                    | nashville     | |
| Orlando Business Journal                | Orlando, Floride                  |                    | orlando       | |
| Philadelphia Business Journal           | Philadelphie (Pennsylvanie)       |                    | philadelphia  | |
| Phoenix Business Journal                | Phoenix (Arizona)                 |                    | phoenix       | |
| Pittsburgh Business Times               | Pittsburgh (Pennsylvanie)         |                    | pittsburgh    | |
| Portland Business Journal               | Portland, Oregon                  |                    | portland      | |
| Puget Sound Business Journal            | Seattle (Washington)              |                    | seattle       | |
| Triangle Business Journal               | Raleigh (Caroline du Nord)        |                    | triangle      | |
| Sacramento Business Journal             | Sacramento (Californie)           |                    | sacramento    | |
| St. Louis Business Journal              | St. Louis, Missouri               |                    | stlouis       | |
| San Antonio Business Journal            | San Antonio, Texas                |                    | sanantonio    | |
| San Francisco Business Journal          | San Francisco, Californie         |                    | sanfrancisco  | |
| San Jose Business Journal               | San José (Californie)             |                    | sanjose       | |
| South Florida Business Journal          | Miami (Floride)                   |                    | southflorida  | |
| Tampa Bay Business Journal              | Tampa (Floride)                   | 1981               | tampabay      | founded as Tampa Bay Business, renamed in the late 1990s as The Business Journal Serving Tampa Bay |
| Washington Business Journal             | Washington (district de Columbia) |                    | washington    | |
| Wichita Business Journal                | Wichita (Kansas)                  |                    | wichita       | |